# さらばラス・ヴェガス
「さらばラス・ヴェガス」 (Leaving Las Vegas) は、シェリル・クロウが1993年に発表した楽曲。

## 概要
タイトルはジョン・オブライエン（John O'Brien）が1990年に書いた自伝的小説『Leaving Las Vegas』から取られた。オブライエンは、クロウのアルバムの制作のために集まったミュージシャンの一人、デヴィッド・ベアウォルドの親しい友人だった。作詞作曲はクロウのほか、『チューズデイ・ナイト・ミュージック・クラブ』に関わったビル・ボットレル、デヴィッド・ベアウォルド、ケヴィン・ギルバート、デヴィッド・リケッツの4人がクレジットされている。ベアウォルドは、オブライエンがきっと気に入ってくれるだろうと思い、曲を書いたと述べている。
「さらばラス・ヴェガス」を収めたクロウのデビュー・アルバム『チューズデイ・ナイト・ミュージック・クラブ』は1993年8月3日に発売された。「ラン・ベイビー・ラン」と「ホワット・アイ・キャン・ドゥ・フォー・ユー」に続くシングルとして、同年にシングルカットされる。
クロウは1994年3月21日放送の『レイト・ショー・ウィズ・デイヴィッド・レターマン』に出演し、本作品を披露。彼女の名が全米に知れわたるきっかけとなる（演奏は番組の座付バンド）。同年5月21日付のビルボード Hot 100で60位を記録。また、4月4日にシングルカットした「オール・アイ・ワナ・ドゥ」のチャートは最高2位に到達した。
だが良いことばかりではなかった。前述の番組でデイヴィッド・レターマンに「すばらしい曲だが、ある意味自伝的な曲なのか」と尋ねられたとき、クロウは「そうなんです。実は」と答え、共作者がいることもタイトルの元になった小説が存在することも言及しなかった。これが『チューズデイ・ナイト・ミュージック・クラブ』の楽曲の多くを共作したデヴィッド・ベアウォルドを含むミュージシャンたちの激しい怒りを買った。さらに4月10日にはアルコール依存症に苦しんでいたオブライエンが銃で自殺。ベアウォルドは『LA Weekly』に寄稿した文章の中で、オブライエンがアルバムに自分のクレジットを載せてもらうことを望んでいたと証言した。オブライエンの遺族はクロウの言動と自殺が無関係であることは認めているものの、レターマンの番組に対しオブライエンは動揺していたと述べている。
1993年に作られたミュージック・ビデオは4分27秒にエディットされている。1994年にシングルは再発された。ライブ・バージョンを収録した仕様のシングルもある。
なお1995年にオブライエンの小説を原作とする映画『リービング・ラスベガス』が公開された。主演のニコラス・ケイジは翌年、第68回アカデミー賞で主演男優賞を、第53回ゴールデングローブ賞で主演男優賞を獲得した。

## チャート
| チャート (1994年)                  | 最高位 |
| ---------------------------------- | ------ |
| カナダ トップシングルス (RPM)      | 29     |
| UK シングルス (OCC)                | 66     |
| US Billboard Hot 100               | 60     |
| US Alternative Airplay (Billboard) | 8      |
| US Pop Airplay (Billboard)         | 31     |